# Оригинальные программы
Оригинальные программы (англ. original programming; originals) — это зонтичный термин, используемый для обозначения фильмов и сериалов, снятых по заказу кабельных сетей или стриминговых платформ.
Первоначально термин был введён компанией Home Box Office (HBO) в 1982 году, когда эта американская кабельная сеть запустила производство собственных сериалов и фильмов. В 1982 вышел триллер The Deadly Game Стива Рейсбэка, который сопродюсировала HBO. В мае 1983 года вышел документальный фильм «История Терри Фокса» о канадском ампутанте и бегуне Терри Фоксе, вышедший на экран в мае 1983. В 1984 году HBO представила свой первый игровой фильм «Вспышка». В дальнейшем термин Originals стал общеупотребимым.
Больше всего на оригинальный контент тратит стриминговый сервис Netflix, в 2020 финансовом году компания вложила в контент 17 млрд долларов. В тот же год основные конкуренты потратили значительно меньше: Amazon Prime Video — 7 млрд, Apple TV+ — 6 млрд, HBO — 3,5 млрд (данные за 2019), Hulu — 2,5 млрд и Disney+ — 1 млрд.
Значительные бюджеты позволяют привлекать к созданию фильмов и сериалов лучшие кадры. В 2019 году телевизионной премией «Эмми» были отмечены проекты НВО (34 награды), Netflix (27) и Аmazon (15). Среди самых дорогих originals-проектов — запланированный к показу в 2022 году сериал Amazon «Властелин колец», первый сезон которого может стоить 465 млн долларов.
Все российские стриминги вкладываются в создание оригинальных сериалов и фильмов: ivi.ru, Okko, Premier, Start, Kion и т. д. Крупнейшим инвестором в 2020 году стал Ivi.ru, потративший около 2 млрд рублей.